# Дін (посудина)

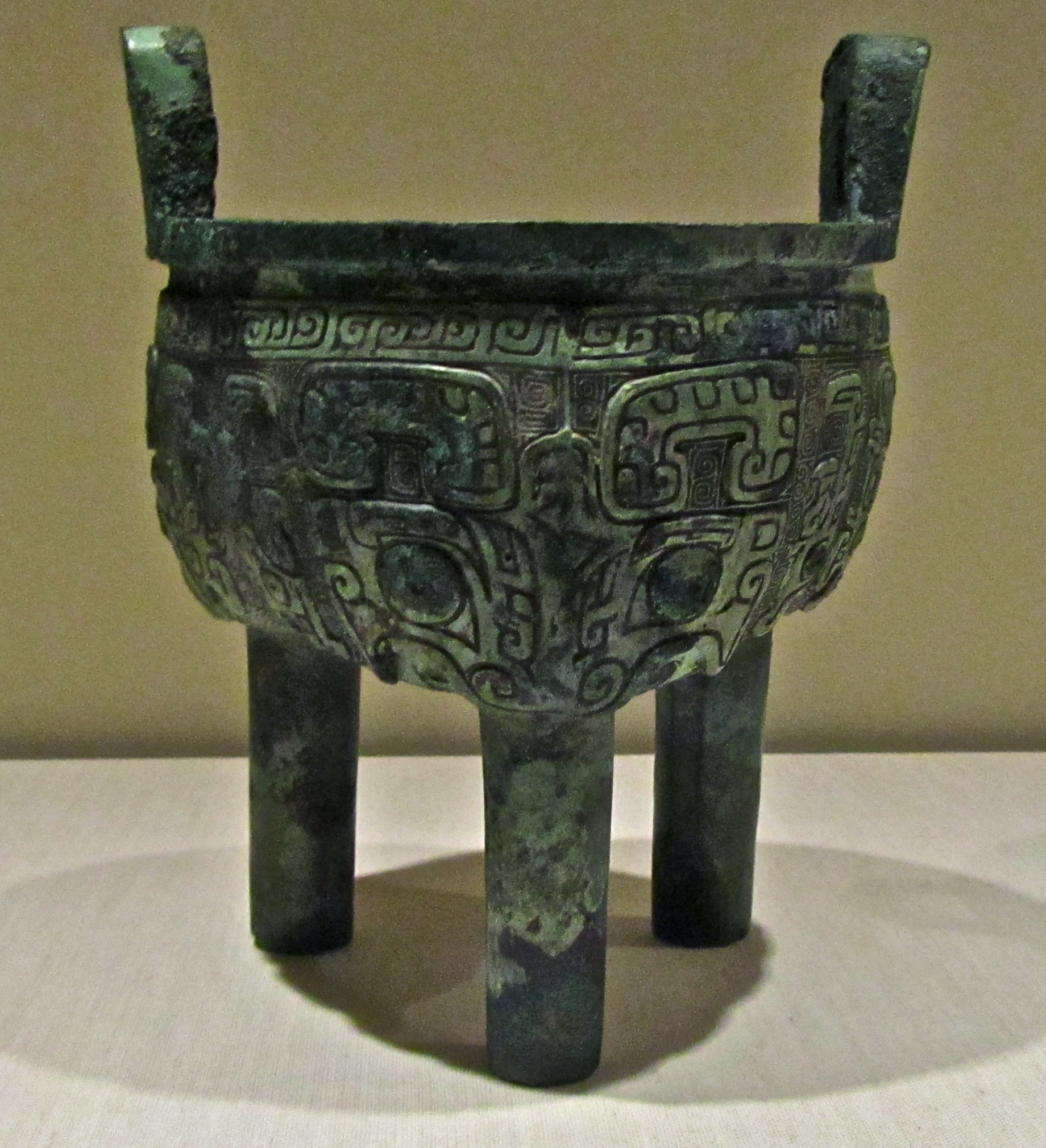
Класична форма: біля 1000 до н. е. (дин. Чжоу), із прикрасою у формі зооморфного орнаменту «таотє» 饕餮纹

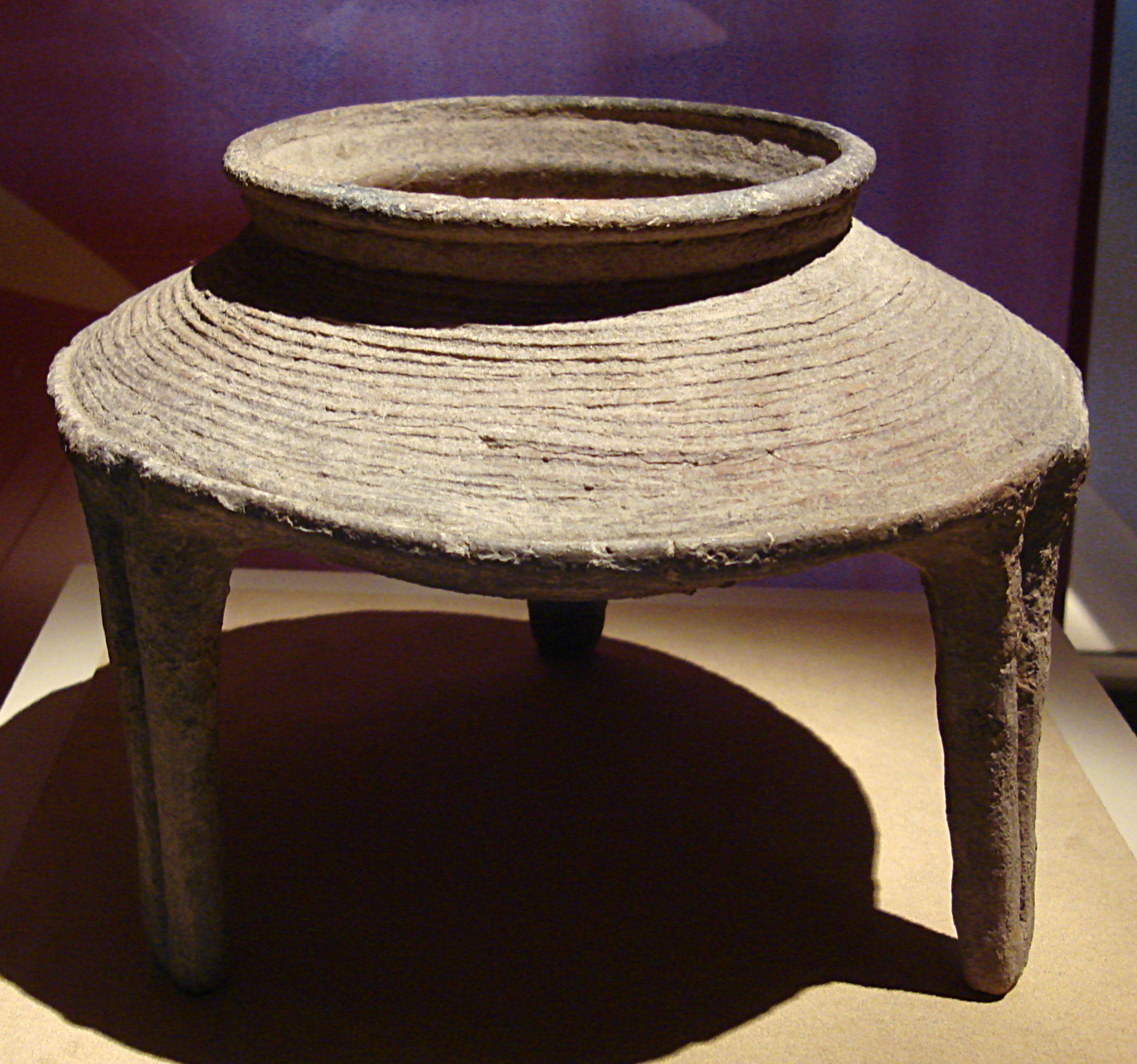
Керамічний дін (Яншао), 5-3 тис. до н. е.

Дін 鼎 dǐng — китайський різновид посуду для готування та ритуального подання їжі, у вжитку з найдавніших часів. Відомий у двох формах: круглий із трьома ніжками (власно дін) та квадратний із чотирма (фандін 方鼎). Спільною рисою обох більш розвиненого типу є наявність двох ручок для перенесення та можливість стійкого встановлення. Найдавніші з відомих форм — керамічні (але не з порожніми ніжками, як у янь 甗 та хе 盉). Бронзові відомі з династії Шан, отримали поширення за часів Західної Чжоу та розповсюджене символічне значення наприкінці передімперського часу: комплект з 9-и бронзових дінів був відомий як ритуальний вираз володарювання над дев'ятьма провінціями Піднебесної.
Посудини дін були елементом системи матеріалізації ієрархії між членами родини Цзі 姬, правлячого дому династії Чжоу, а також інших родин, поріднених із Цзі або поділяючих із ним владу: носії вищого статусу мали право на більшу кількість таких виробів у місцевому храмі родини, а також у похованнях. У поховальному вжитку ця практика отримала назву лє дін 列鼎 (ранкування дін). Ретельне дотримання цієї практики за часів Західної Чжоу доведено археологічно.
Згідно класичним текстам з ритуалу, носії титулу чжухоу (володарі царств) мали право на 9 сосудів цього типу; міністри цін — на 7; магнати вищих рангів шан дафу — на 5; магнати нижчих рангів ся дафу — на 3; вельможні особи ши — на 1.
Аналогію системи ранкування у кількості рядків танцюючих у церемоніях (та її порушення у період Східної Чжоу) згадано в Аналектах Конфуція, як критику сучасних володарів.
Найбільша з винайдених посудин дін — Хоумуву дін 后母戊鼎 (Houmuwu ding) династії Шан, заввишки 133 см та вагою 832.84 кг. Знайдений у 1939 р., натепер зберігається у Національному Історичному Музеї, Пекін.

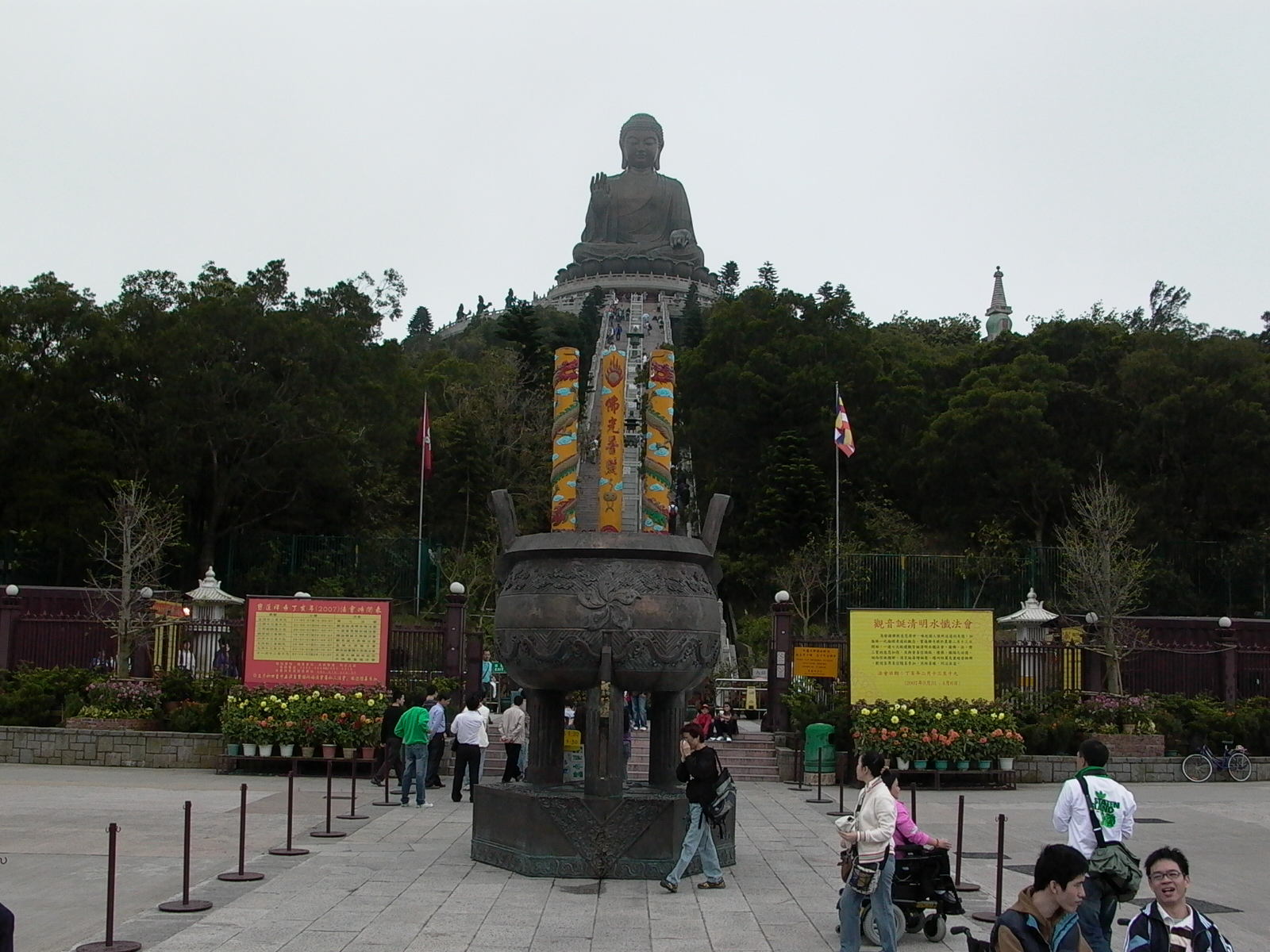
У сучасному вжитку в буддійськім храмі

Типологія посудин цього типу дуже складна та залежить від розуміння того, з якого моменту вважати дін за встановлену категорію. Наприклад, триніжки для приготування їжі могли носити назву хуо; триніжки із плоским денцем, відомі виключно у царстві Чу, мали назву шен (鼎+升), особливі назви також існували для посуду із довгими і витими ніжками.